# Rajon Mykolajiw (Mykolajiw)
Der Rajon Mykolajiw (ukrainisch Миколаївський район/Mykolajiwskyj rajon; russisch Николаевский район/Nikolajewski rajon) ist ein ukrainischer Rajon mit etwa 600.000 Einwohnern. Er liegt in der Oblast Mykolajiw und hat eine Fläche von 7433 km², der Verwaltungssitz befindet sich in der namensgebenden Stadt Mykolajiw.

## Geographie
Der Rajon liegt im Süden der Oblast Mykolajiw und grenzt im Norden und Nordwesten an den Rajon Wosnessensk, im Nordosten und Osten an den Rajon Baschtanka, im Südosten an den Rajon Cherson und den Rajon Skadowsk (in der Oblast Cherson gelegen), im Süden an das Schwarze Meer, im Südwesten an den Rajon Odessa (in der Oblast Odessa gelegen) sowie im Nordwesten an den Rajon Beresiwka (Oblast Odessa).

## Geschichte
Der Rajon wurde am 30. Dezember 1962 gegründet. Am 17. Juli 2020 kam es im Zuge einer großen Rajonsreform zur Auflösung des alten Rajons und einer Neugründung unter Vergrößerung des Rajonsgebietes um die Rajone Beresanka, Nowa Odessa, Otschakiw und Witowka, kleinere Teile im Westen des Rajons Snihuriwka sowie der bis dahin unter Oblastverwaltung stehenden Städte Mykolajiw und Otschakiw

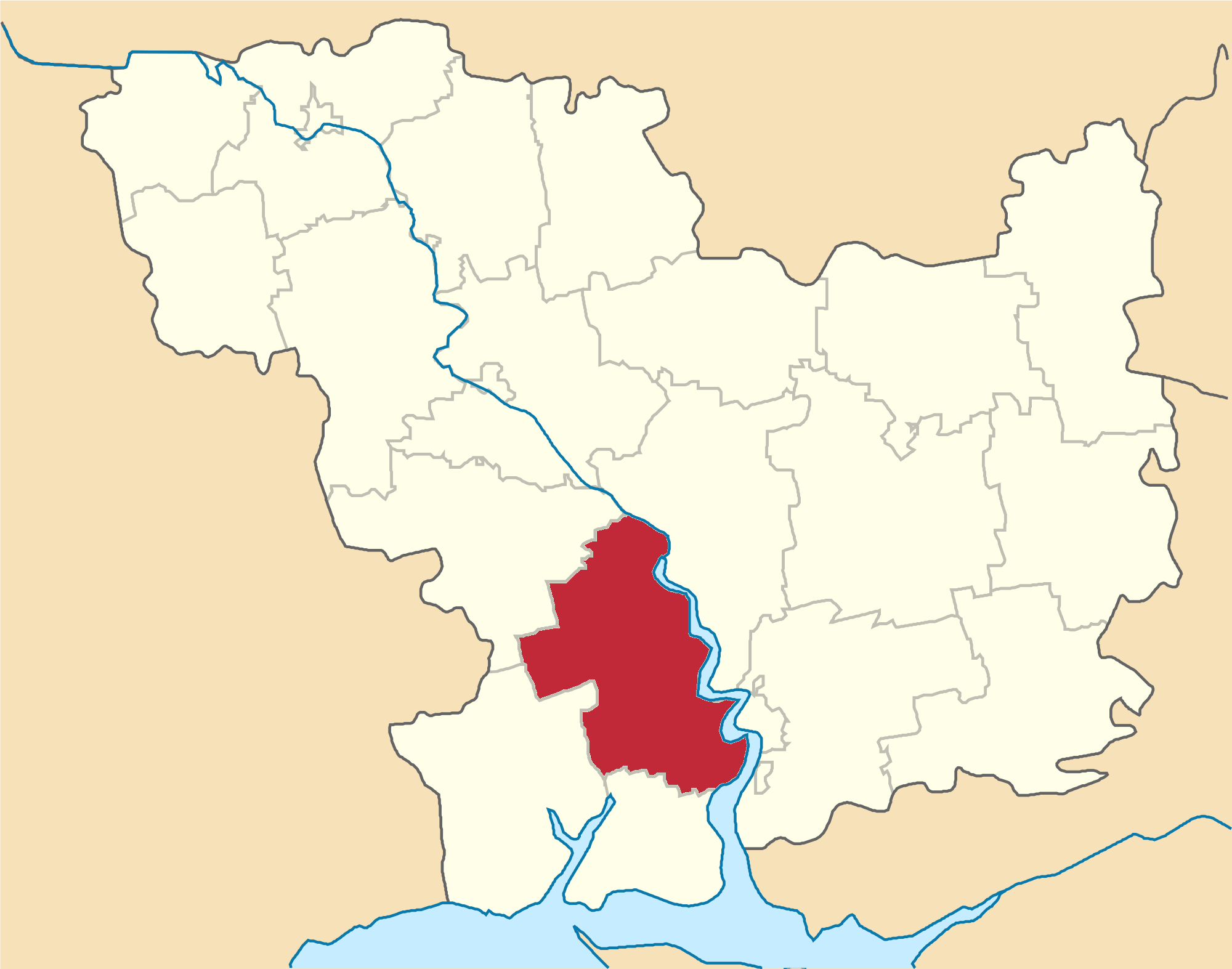
Rajon Mykolajiw bis Juli 2020
Rajonsgebiet ab Juli 2020

## Administrative Gliederung
Auf kommunaler Ebene ist der Rajon in 19 Hromadas (3 Stadtgemeinden, 4 Siedlungsgemeinden und 12 Landgemeinden) unterteilt, denen jeweils einzelne Ortschaften untergeordnet sind.
Zum Verwaltungsgebiet gehören:
- 3 Städte
- 4 Siedlungen städtischen Typs
- 200 Dörfer
- 31 Ansiedlungen

Die Hromadas sind im Einzelnen:
- Stadtgemeinde Mykolajiw
- Stadtgemeinde Otschakiw
- Stadtgemeinde Nowa Odessa
- Siedlungsgemeinde Beresanka
- Siedlungsgemeinde Perwomajske
- Siedlungsgemeinde Olschanske
- Siedlungsgemeinde Woskressenske
- Landgemeinde Koblewe
- Landgemeinde Kostjantyniwka
- Landgemeinde Kuzurub
- Landgemeinde Halyzynowe
- Landgemeinde Mischkowo-Pohorilowe
- Landgemeinde Netschajane
- Landgemeinde Radisnyj Sad
- Landgemeinde Schewtschenkowe
- Landgemeinde Stepowe
- Landgemeinde Suchyj Jelanez
- Landgemeinde Tschornomorka
- Landgemeinde Wesnjane